# テニスの王子様 オン・ザ・レイディオ
テニスの王子様 オン・ザ・レイディオ（テニスのおうじさま オン・ザ・レイディオ）は、2003年4月3日から文化放送で放送されているラジオ番組。略称・通称は「ラジプリ」。

## 概要
週刊少年ジャンプ・ジャンプスクエア連載の漫画『テニスの王子様』『新テニスの王子様』の情報番組。パーソナリティはアニメシリーズの出演者が毎月交代で担当する。ゲストもまたアニメシリーズ出演者の中から選ばれるが、原作者の許斐剛がゲスト出演することもある。
キャラクターのイメージを根底からぶち壊す人もいる豊富なコント、ネタなどによりもう一つのテニプリワールドが展開する。
初回 - 2006年9月分までがCD化され発売。ただし、2004年10月分については、マスターテープの保管状況が悪かったため、無料配布となった。
最初は文化放送のみでの放送だったが、2005年4月よりSTVラジオ、東海ラジオ放送、ラジオ大阪、九州朝日放送の4局でも放送が開始された。2008年3月をもって文化放送以外は放送終了となった。
2008年7月8日より『Just Click』にて、オンライン配信が開始された。文化放送での放送後、翌々日火曜日に24時間限定で配信されている。ただし、文化放送で野球中継延長などにより中止になった場合はオンライン配信も中止となる。2023年現在文化放送以外のネット局はないため、その回は事実上の「お蔵入り」となる。2018年4月29日放送分（同年5月1日～2日配信）をもってオンライン配信終了となった。
2012年からは『新テニスの王子様』のアニメ化に伴い、タイトルが「新テニスの王子様 オン・ザ・レイディオ」となった。
2022年5月29日放送回にて通算放送1000回を達成し、文化放送代表取締役社長 齋藤清人氏よりメッセージと表彰状が贈られた。齋藤氏曰く、2022年現在、文化放送にて同一アニメシリーズ作品のラジオ番組で放送1000回に到達したものは当番組のみとなる。

## 基礎知識
- 基本的な番組構成はお便り+ゲストトーク+歌+企画（コーナー）+コントまたはラジオドラマ+テニプリ最新情報。2016年以降はお便りトークや企画コーナー+楽曲リクエスト+ファンレターボックス+テニプリ最新情報。作品関連イベントや季節にあわせた特別企画が差し込まれることも都度あり、内容は多岐にわたる。
- 2005年12月時点で、最も長く続いたコーナーは「テニプリCD大作戦」（2004年5月 - 2005年7月）。キャラクターソングの歌詞を切り張りして出演者と面白い駆け引きを作るコーナーで、そのネタ&ストーリー性の高さから人気コーナーとなり、一年以上も続いた。はじめは単純な受け答えだったが、次第にネタがハイレベルになっていった。このコーナーは川本成によるとTBSラジオ「コサキンDEワァオ!」のコーナー「意味ねぇCD大作戦」に類似しているという。好評の甲斐あってか2006年1月度より復活。その後しばらく行われていなかったが、2018年11月度から「帰ってきた！テニプリCD大作戦」として復活。2019年7月度から「テニプリソングラリー」とタイトルを変え、事前に番組からお題として出されたキャラクターソングのワンフレーズに繋がるエピソードをリスナーが回答をする企画となった。
- 「テニプリドリームマッチ」はゲストトークの枠を用いて出演者が早口言葉やクイズ、お正月にはかるた大会などいろいろな競技で戦うコーナー。負けた出演者は乾特製の不味いドリンク（皆川純子曰く「公園の匂いがする」）を実際に飲まされる、デスソースを大量にかけた激辛料理を食べさせられるなど、壮絶な罰ゲームを受ける。
- 「ピンポイントスマッシュ」は初めて出演したゲストに10の質問をしていろいろとツッコミを入れるコーナー。
- 夏休み（8月）にはリスナー参加のカルトクイズ大会が行われている。勝ったリスナーにはメインパーソナリティのサイン入りの、負けたリスナーにはサイン無しの夏グッズがプレゼントされる。なお2016年・2017年度はクイズコーナーをなくし、リスナーと出演者が電話で話をするコーナーに変更された。
- 毎年12月度はラジプリでしか聞けないキャラクターによる「クリスマスメッセージ」がコーナーとして流れるのが恒例となっている。
- つまらないコーナーは檜山修之曰く「コーナーを潰すのが趣味」のコーナークラッシャーこと小野坂昌也に破壊されてしまう。そのため小野坂がいる場合は、囮として専用のコーナーが行われることがある。
- キャラクタークラッシャーこと置鮎龍太郎がこの番組内で自身のキャラクターを演じると、見事に破壊された手塚国光を聴くことができる。
- 2007年7月分は、1ヶ月分を月末から順に一気に収録したとみられ、マンスリーパーソナリティの2人が度々次週分の内容を話していた。
- 番組が始まった当初は1回分ずつ収録していたようだが、パーソナリティのスケジュールが合わないのか、徐々に2本撮り、3本撮りになっていった。
- 日吉若役の岩崎征実がマンスリーパーソナリティーを務めた場合、週替わりで他に岩崎が演じた赤澤吉郎役、早乙女晴美役として自己紹介を行う。
- エンディングテーマのうち、石田鉄＆桜井雅也『DEAR』は未音源化である。
- 2014年4月よりメインパーソナリティ1名体制となる。その後、2016年4月にメインパーソナリティ2名体制に戻る。
- 2016年4月より新コーナー「ラジプリファンレターボックス（通称:FLB）」が開始。毎月1名の声優&キャラクターがリスナーからのお便りに答えていくコーナー。奇数週が声優本人、偶数週が担当キャラクターによる回答となる。なお、その月の企画によって休止となることがある[3][4]。

## 特別番組
ラジオ大阪にて「オン・ザ・レイディオ」から独立し、深夜帯に「インターチャネルプレゼンツ」としてスペシャル番組が4回放送された。
- 「置鮎からのお年玉 〜みんなと一緒に龍太郎祭り〜」（2005.1）
- 「祝100タイトル達成 諏訪部順一のグッドバイからはじめよう」（2005.3）
- 「津田健次郎かく語りき『πの行方』」（2005.6）
- 「成　川本のマスター・オブ・ジョン!」（2005.10）

## 放送時間
時間はすべて日本標準時（JST）。
- 文化放送 毎週日曜日23:00 - 23:30（2005年10月 - ）
  - 2003年4月 - 2003年9月　毎週木曜日20:30 - 21:00
  - 2003年10月 - 2004年3月　毎週火曜日21:00 - 21:30
  - 2004年4月 - 2004年10月　毎週木曜日20:30 - 21:00
  - 2004年10月 - 2005年3月　毎週火曜日21:00 - 21:30
  - 2005年4月 - 2005年9月　毎週月曜日25:00 - 25:30

過去の放送局（放送時間は最終回の放送時）
- STVラジオ 毎週日曜日24:30 - 25:00
- 東海ラジオ 毎週日曜日25:00 - 25:30
- 九州朝日放送 毎週月曜日24:30 - 25:00
- ラジオ大阪 毎週火曜日24:30 - 25:00（以上、2005年4月 - 2008年3月）
- Just Click（webラジオ） 毎週火曜日13:00より24時間限定配信（2008年7月 - 2018年4月）

## パーソナリティ

### テニスの王子様 オン・ザ・レイディオ
2003年
- 4月 皆川純子（越前リョーマ役）・諏訪部順一（跡部景吾役）
- 5月 置鮎龍太郎（手塚国光役）・津田健次郎（乾貞治役）
- 6月 近藤孝行（大石秀一郎役）・甲斐田ゆき（不二周助役）
- 7月 小野坂昌也（桃城武役）・喜安浩平（海堂薫役）
- 8月 高橋広樹（菊丸英二役）・川本成（河村隆役）
- 9月 置鮎龍太郎（手塚国光役）・諏訪部順一（跡部景吾役）
- 10月 近藤孝行（大石秀一郎役）・津田健次郎（乾貞治役）
- 11月 高橋広樹（菊丸英二役）・浪川大輔（鳳長太郎役）
- 12月 小野坂昌也（桃城武役）・川本成（河村隆役）

2004年
- 1月 甲斐田ゆき（不二周助役）・喜安浩平（海堂薫役）
- 2月 皆川純子（越前リョーマ役）・置鮎龍太郎（手塚国光役）
- 3月 高橋美佳子（竜崎桜乃役）・前半：大浦冬華（小坂田朋香役）
  - 後半：木村亜希子（橘杏役）

- 4月 津田健次郎（乾貞治役）・小野坂昌也（桃城武役）
- 5月 甲斐田ゆき（不二周助役）・川本成（河村隆役）
- 6月 近藤孝行（大石秀一郎役）・高橋広樹（菊丸英二役）
- 7月 鳥海浩輔（千石清純役）・森久保祥太郎（切原赤也役）
- 8月 置鮎龍太郎（手塚国光役）・楠大典（真田弦一郎役）
- 9月 皆川純子（越前リョーマ役）・喜安浩平（海堂薫役）
- 10月 近藤孝行（大石秀一郎役）・川本成（河村隆役）
- 11月 津田健次郎（乾貞治役）・鈴木千尋（神尾アキラ役）
- 12月 小野坂昌也（桃城武役）・うえだゆうじ（芥川慈郎役）

2005年
- 1月 置鮎龍太郎（手塚国光役）・竹本英史（柳蓮二役）
- 2月 高橋広樹（菊丸英二役）・喜安浩平（海堂薫役）
- 3月 皆川純子（越前リョーマ役）・甲斐田ゆき（不二周助役）
- 4月 諏訪部順一（跡部景吾役）・近藤孝行（大石秀一郎役）
- 5月 置鮎龍太郎（手塚国光役）・森訓久（柳沢慎也役）
- 6月 津田健次郎（乾貞治役）・豊永利行（葵剣太郎役）
- 7月 川本成（河村隆役）・森山栄治（伊武深司役）
- 8月 甲斐田ゆき（不二周助役）・永井幸子（幸村精市役）
- 9月 高橋広樹（菊丸英二役）・岸尾大輔（福士ミチル役）
- 10月 喜安浩平（海堂薫役）・小林由美子（壇太一役）
- 11月 小野坂昌也（桃城武役）・小西克幸（梶本貴久役）
- 12月 皆川純子（越前リョーマ役）・楠大典（真田弦一郎役）

2006年
- 1月 近藤孝行（大石秀一郎役）・楠田敏之（宍戸亮役）
- 2月 川本成（河村隆役）・竹内幸輔（天根ヒカル役）
- 3月 諏訪部順一（跡部景吾役）・鶴岡聡（木更津淳役）
- 4月 津田健次郎（乾貞治役）・新垣樽助（木手永四郎役）
- 5月 甲斐田ゆき（不二周助役）・檜山修之（ジャッカル桑原役）
- 6月 高橋広樹（菊丸英二役）・川原慶久（橘桔平役）
- 7月 喜安浩平（海堂薫役）・津田英佑（柳生比呂士役）
- 8月 皆川純子（越前リョーマ役）・上田陽司（田仁志慧役）
- 9月 小野坂昌也（桃城武役）・楠大典（真田弦一郎役）
- 10月 諏訪部順一（跡部景吾役）・岩崎征実（日吉若役）
- 11月 置鮎龍太郎（手塚国光役）・中村太亮（甲斐裕次郎役）
- 12月 冨田真（不二裕太役）・蓮岳大（樹希彦役）

2007年
- 1月 津田健次郎（乾貞治役）・木内秀信（忍足侑士役）
- 2月 置鮎龍太郎（手塚国光役）・鶴岡聡（樺地崇弘役）
- 3月 皆川純子（越前リョーマ役）・大須賀純（千歳千里役）
- 4月 近藤孝行（大石秀一郎役）・下崎紘史（審判役 他）
- 5月 喜安浩平（海堂薫役）・小杉十郎太（榊太郎役）
- 6月 甲斐田ゆき（不二周助役）・末吉司弥（知念寛役）
- 7月 小野坂昌也（桃城武役）・竹本英史（柳蓮二役）
- 8月 高橋広樹（菊丸英二役）・楠田敏之（宍戸亮役）
- 9月 中川玲（加藤勝郎役）・永井幸子（幸村精市役）
- 10月 鳥海浩輔（千石清純役）・遊佐浩二（渡邊オサム役）
- 11月 川本成（河村隆役）・高塚正也（石田銀役）
- 12月 杉本ゆう（遠山金太郎役）・細谷佳正（白石蔵ノ介役）

2008年
- 1月 楠大典（真田弦一郎役）・増田裕生（仁王雅治役）
- 2月 喜安浩平（海堂薫役）・高橋美佳子（竜崎桜乃役）
- 3月 置鮎龍太郎（手塚国光役）・木内秀信（忍足侑士役）
- 4月 皆川純子（越前リョーマ役）・松本吉朗（佐々部役）
- 5月 近藤孝行（大石秀一郎役）・上田燿司（田仁志慧役）
- 6月 高橋広樹（菊丸英二役）・織田優成（佐伯虎次郎役）
- 7月 川本成（河村隆役）・新垣樽助（木手永四郎役）
- 8月 津田健次郎（乾貞治役）・津田英佑（柳生比呂士役）
- 9月 小野坂昌也（桃城武役）・永井幸子（幸村精市役）
- 10月 諏訪部順一（跡部景吾役）・新垣樽助（木手永四郎役）
- 11月 甲斐田ゆき（不二周助役）・大須賀純（千歳千里役）
- 12月 岩崎征実（赤澤吉朗役）・川原慶久（金田一郎役）

2009年
- 1月 皆川純子（越前リョーマ役）・永井幸子（幸村精市役）
- 2月 川本成（河村隆役）・増田裕生（仁王雅治役）
- 3月 置鮎龍太郎（手塚国光役）・杉本ゆう（遠山金太郎役）
- 4月 津田健次郎（乾貞治役）・細谷佳正（白石蔵ノ介役）
- 5月 甲斐田ゆき（不二周助役）・内藤玲（金色小春役）
- 6月 楠田敏之（宍戸亮役）・岩崎征実（日吉若役）
- 7月 高橋広樹（菊丸英二役）・末吉司弥（知念寛役）
- 8月 近藤孝行（大石秀一郎役）・楠大典（真田弦一郎役）
- 9月 津田英佑（柳生比呂士役）・中村太亮（甲斐裕次郎役）
- 10月 小野坂昌也（桃城武役）・高塚正也（石田銀役）
- 11月 喜安浩平（海堂薫役）・岸尾だいすけ（福士ミチル役）
- 12月 新垣樽助（木手永四郎役）・上田燿司（田仁志慧役）

2010年
- 1月 甲斐田ゆき（不二周助役）・増田裕生（仁王雅治役）
- 2月 諏訪部順一（跡部景吾役）・岩崎征実（日吉若役）
- 3月 津田健次郎（乾貞治役）・永井幸子（幸村精市役）
- 4月 近藤孝行（大石秀一郎役）・高橋直純（丸井ブン太役）
- 5月 皆川純子（越前リョーマ役）・細谷佳正（白石蔵ノ介役）
- 6月 竹本英史（柳蓮二役）・大須賀純（千歳千里役）
- 7月 川本成（河村隆役）・佐々木望（亜久津仁役）
- 8月 鈴木千尋（神尾アキラ役）・森訓久（柳沢慎也役）
- 9月 小野坂昌也（桃城武役）・木内秀信（忍足侑士役）
- 10月 喜安浩平（海堂薫役）・豊永利行（葵剣太郎役）
- 11月 置鮎龍太郎（手塚国光役）・新垣樽助（木手永四郎役）
- 12月 許斐剛（原作者）・前半：皆川純子（越前リョーマ役）
  - 後半：アシスタント

2011年
- 1月 増田裕生（仁王雅治役）・大須賀純（千歳千里役）
- 2月 近藤孝行（大石秀一郎役）・津田英佑（柳生比呂士役）
- 3月 喜安浩平（海堂薫役）・永井幸子（幸村精市役）
- 4月 皆川純子（越前リョーマ役）・新垣樽助（木手永四郎役）
- 5月 高橋広樹（菊丸英二役）・内藤玲（金色小春役）
- 6月 楠大典（真田弦一郎役）・岩崎征実（日吉若役）
- 7月 小野坂昌也（桃城武役）・檜山修之（ジャッカル桑原役）
- 8月 甲斐田ゆき（不二周助役）・中村太亮（甲斐裕次郎役）
- 9月 置鮎龍太郎（手塚国光役）・細谷佳正（白石蔵ノ介役）
- 10月 川本成（河村隆役）・末吉司弥（知念寛役）
- 11月 津田健次郎（乾貞治役）・杉本ゆう（遠山金太郎役）
- 12月 木内秀信（忍足侑士役）・高塚正也（石田銀役）

### 新テニスの王子様 オン・ザ・レイディオ
2012年
- 1月 皆川純子（越前リョーマ役）・竹本英史（柳蓮二役）
- 2月 高橋広樹（菊丸英二役）・佐々木望（亜久津仁役）
- 3月 楠田敏之（宍戸亮役）・増田裕生（仁王雅治役）
- 4月 近藤孝行（大石秀一郎役）・細谷佳正（白石蔵ノ介役）
- 5月 置鮎龍太郎（手塚国光役）・鈴木千尋（神尾アキラ役）
- 6月 杉本ゆう（遠山金太郎役）・内藤玲（金色小春役）
- 7月 川本成（河村隆役）・喜安浩平（海堂薫役）
- 8月 新垣樽助（木手永四郎役）・末吉司弥（知念寛役）
- 9月 小野坂昌也（桃城武役）・岩崎征実（日吉若役）
- 10月 甲斐田ゆき（不二周助役）・木内秀信（忍足侑士役）
- 11月 津田健次郎（乾貞治役）・楠大典（真田弦一郎役）
- 12月 皆川純子（越前リョーマ役）

2013年
- 1月 竹内幸輔（天根ヒカル役）・蓮岳大（樹希彦役）
- 2月 喜安浩平（海堂薫役）・竹本英史（柳蓮二役）
- 3月 近藤孝行（大石秀一郎役）・内藤玲（金色小春役）
- 4月 高橋直純（丸井ブン太役）・新垣樽助（木手永四郎役）
- 5月 置鮎龍太郎（手塚国光役）・永井幸子（幸村精市役）
- 6月 川本成（河村隆役）・森訓久（柳沢慎也役）
- 7月 高橋広樹（菊丸英二役）・中村太亮（甲斐裕次郎役）
- 8月 津田健次郎（乾貞治役）・岩崎征実（日吉若役）
- 9月 テニフェス開催記念スペシャル
  - 第1週目 皆川純子（越前リョーマ役）・甲斐田ゆき（不二周助役）・高橋広樹（菊丸英二役）
  - 第2週目 永井幸子（幸村精市役）・楠大典（真田弦一郎役）
  - 第3週目 木内秀信（忍足侑士役）・楠田敏之（宍戸亮役）・岩崎征実（日吉若役）
  - 第4週目 新垣樽助（木手永四郎役）・上田燿司（田仁志慧役）・井上優（不知火知弥役）
  - 第5週目 内藤玲（金色小春役）・高塚正也（石田銀役）

- 10月 皆川純子（越前リョーマ役）・津田英佑（柳生比呂士役）
- 11月 甲斐田ゆき（不二周助役）・杉本ゆう（遠山金太郎役）
- 12月 小野坂昌也（桃城武役）・川本成（河村隆役）

2014年
- 1月 森山栄治（伊武深司役）・増田裕生（仁王雅治役）
- 2月 近藤孝行（大石秀一郎役）・永井幸子（幸村精市役）
- 3月 津田健次郎（乾貞治役）・末吉司弥（知念寛役）
- 4月 諏訪部順一（跡部景吾役） ※ここから2016年3月までメインパーソナリティが1名となる。
- 5月 皆川純子（越前リョーマ役）
- 6月 置鮎龍太郎（手塚国光役）
- 7月 高橋直純（丸井ブン太役）
- 8月 甲斐田ゆき（不二周助役）
- 9月 檜山修之（ジャッカル桑原役）
- 10月 鶴岡聡（樺地崇弘役）　※第1週目のみ諏訪部順一（跡部景吾役）
- 11月 津田健次郎（乾貞治役）
- 12月 木内秀信（忍足侑士役）

2015年
- 1月 新垣樽助（木手永四郎役）
- 2月 内藤玲（金色小春役）
- 3月 楠大典（真田弦一郎役）
- 4月 竹本英史（柳蓮二役）
- 5月 永井幸子（幸村精市役）
- 6月 皆川純子（越前リョーマ役）
- 7月 甲斐田ゆき（不二周助役）
- 8月 高橋広樹（菊丸英二役）
- 9月 置鮎龍太郎（手塚国光役）
- 10月 木内秀信（忍足侑士役）
- 11月 岩崎征実（日吉若役）
- 12月 川本成（河村隆役）

2016年
| 放送月 | マンスリーパーソナリティ                            | FLB                      | 備考                                                                                        |
| ------ | --------------------------------------------------- | ------------------------ | ------------------------------------------------------------------------------------------- |
| 1月    | 永井幸子（幸村精市役）                              |                          |                                                                                             |
| 2月    | 遠藤大智（鬼十次郎役）                              |                          |                                                                                             |
| 3月    | 豊永利行（葵剣太郎役）                              |                          |                                                                                             |
| 4月    | 皆川純子（越前リョーマ役） 甲斐田ゆき（不二周助役） | 諏訪部順一（跡部景吾役） | パーソナリティ2名体制に戻る。 新コーナー「ラジプリファンレターボックス（以下、FLB）」開始。 |
| 5月    | 新垣樽助（木手永四郎役） 中村太亮（甲斐裕次郎役）   | 細谷佳正（白石蔵ノ介役） |                                                                                             |
| 6月    | 許斐剛（原作者） 皆川純子（越前リョーマ役）         | 休止                     |                                                                                             |
| 7月    | 永井幸子（幸村精市役） 楠大典（真田弦一郎役）       | 高橋直純（丸井ブン太役） |                                                                                             |
| 8月    | 津田健次郎（乾貞治役） 竹本英史（柳蓮二役）         | 杉本ゆう（遠山金太郎役） |                                                                                             |
| 9月    | 川上貴史（越知月光役） 野島健児（毛利寿三郎役）     | 置鮎龍太郎（手塚国光役） |                                                                                             |
| 10月   | 木内秀信（忍足侑士役） 内藤玲（金色小春役）         | 津田英佑（柳生比呂士役） |                                                                                             |
| 11月   | 置鮎龍太郎（手塚国光役） 甲斐田ゆき（不二周助役）   | 近藤孝行（大石秀一郎役） |                                                                                             |
| 12月   | 楠田敏之（宍戸亮役） 岩崎征実（日吉若役）           | 休止                     | FLB該当部ではクリスマスメッセージが流れた。                                                 |

2017年
| 放送月 | マンスリーパーソナリティ | FLB                        | 備考                          |
| ------ | --- | -------------------------- | ----------------------------- |
| 1月    | 杉本ゆう（遠山金太郎役） どうじょう拓人（中河内外道役）                                                                           | 川本成（河村隆役）         |                               |
| 2月    | 増田裕生（仁王雅治役） 遠藤大智（鬼十次郎役）                                                                                     | 川上貴史（越知月光役）     | 提供社によるTwitter運用開始。 |
| 3月    | 置鮎龍太郎（手塚国光役） 小野坂昌也（桃城武役）                                                                                   | 甲斐田ゆき（不二周助役）   |                               |
| 4月    | 高橋広樹（菊丸英二役） 川本成（河村隆役）                                                                                         | 津田健次郎（乾貞治役）     |                               |
| 5月    | 末吉司弥（知念寛役） 加藤良輔（天神耕介役）                                                                                       | 杉本ゆう（遠山金太郎役）   |                               |
| 6月    | 許斐剛（原作者） ・前半：新垣樽助（木手永四郎役）遠藤大智（鬼十次郎役) ・後半：皆川純子（越前リョーマ役）杉本ゆう（遠山金太郎役） | 休止                       |                               |
| 7月    | 近藤孝行（大石秀一郎役） 中村太亮（甲斐裕次郎役）                                                                                 | 楠大典（真田弦一郎役）     |                               |
| 8月    | 岩崎征実（日吉若役） 津田英佑（柳生比呂士役）                                                                                     | 鈴木千尋（神尾アキラ役）   |                               |
| 9月    | 竹内幸輔（天根ヒカル役） 川原慶久（金田一郎役）                                                                                   | 竹本英史（柳蓮二役）       |                               |
| 10月   | 森訓久（柳沢慎也役） 鶴岡聡（木更津淳役）                                                                                         | 上田燿司（田仁志慧役）     |                               |
| 11月   | 佐々木望（亜久津仁役） 置鮎龍太郎（喜多一馬役）                                                                                   | 小杉十郎太（榊太郎役）     |                               |
| 12月   | 竹本英史（九鬼貴一役） 岸尾だいすけ（福士ミチル役）                                                                               | 皆川純子（越前リョーマ役） |                               |

2018年
| 放送月 | マンスリーパーソナリティ                                                                                            | FLB                          | 備考                                                                          |
| ------ | --- | ---------------------------- | ----------------------------------------------------------------------------- |
| 1月    | 甲斐田ゆき（不二周助役） 高橋美佳子（竜崎桜乃役）                                                                   | 高橋広樹（菊丸英二役）       |                                                                               |
| 2月    | 小林由美子（壇太一役） 高瀬朝季（浦山しい太役）                                                                     | 増田裕生（仁王雅治役）       |                                                                               |
| 3月    | 杉本ゆう（遠山金太郎役） 永井幸子（幸村精市役）                                                                     | 岩崎征実（日吉若役）         |                                                                               |
| 4月    | 永野善一（東方雅美役） 冨田真（不二裕太役）                                                                         | 前田剛（石田鉄役）           |                                                                               |
| 5月    | 木内秀信（忍足侑士役） 新垣樽助（木手永四郎役）                                                                     | 遠藤大智（鬼十次郎役）       |                                                                               |
| 6月    | ・前半：森山栄治（伊武深司役）Kimeru（初代ED曲歌唱） ・後半：許斐剛（原作者）兼崎健太郎（テニミュ初代真田弦一郎役） | 末吉司弥（知念寛役）         | 森山、Kimeru、兼崎は共に テニミュ 1st Seasonキャストである。                  |
| 7月    | ・前半：許斐剛（原作者）加藤和樹（テニミュ初代跡部景吾役） ・後半：許斐剛（原作者）                                 | 織田優成（佐伯虎次郎役）     | 月の後半は「許斐剛✯一人ラジプリフェスタ」と題し、許斐一人による放送となった。 |
| 8月    | 楠田敏之（宍戸亮役） 大須賀純（千歳千里役）                                                                         | 甲斐田ゆき（不二周助役）     |                                                                               |
| 9月    | 高橋広樹（菊丸英二役） 近藤孝行（大石秀一郎役）                                                                     | 大黒和広（黒羽春風役）       |                                                                               |
| 10月   | 置鮎龍太郎（手塚国光役） 内藤玲（金色小春役）                                                                       | 新垣樽助（木手永四郎役）     |                                                                               |
| 11月   | 増田裕生（仁王雅治役） 津田英佑（柳生比呂士役）                                                                     | 檜山修之（ジャッカル桑原役） |                                                                               |
| 12月   | 木内秀信（忍足侑士役） 楠大典（真田弦一郎役）                                                                       | 髙坂篤志（三津谷あくと役）   |                                                                               |

2019年
| 放送月 | マンスリーパーソナリティ                          | FLB                          | 備考 |
| ------ | ------------------------------------------------- | ---------------------------- | ---- |
| 1月    | 小杉十郎太（榊太郎役） 郷田ほづみ（井上守役）     | 尾小平志津香（竜崎スミレ役） |      |
| 2月    | 楠田敏之（宍戸亮役） 鶴岡聡（樺地崇弘役）         | 甲斐田ゆき（不二周助役）     |      |
| 3月    | 小野坂昌也（桃城武役） 竹本英史（柳蓮二役）       | 永井幸子（幸村精市役）       |      |
| 4月    | 末吉司弥（知念寛役） 中村太亮（甲斐裕次郎役）     | 細谷佳正（白石蔵ノ介役）     |      |
| 5月    | 置鮎龍太郎（手塚国光役） 川本成（河村隆役）       | うえだゆうじ（芥川慈郎役）   |      |
| 6月    | 高橋直純（丸井ブン太役） 新垣樽助（木手永四郎役） | 岸尾だいすけ（福士ミチル役） |      |
| 7月    | 森訓久（柳沢慎也役） 鶴岡聡（木更津淳役）         | 高橋広樹（菊丸英二役）       |      |
| 8月    | 甲斐田ゆき（不二周助役） 織田優成（佐伯虎次郎役） | 岩崎征実（日吉若役）         |      |
| 9月    | 永井幸子（幸村精市役） 津田英佑（柳生比呂士役）   | 楠田敏之（宍戸亮役）         |      |
| 10月   | 木内秀信（忍足侑士役） 高橋美佳子（竜崎桜乃役）   | 内藤玲（金色小春役）         |      |
| 11月   | 川原慶久（橘桔平役） 大須賀純（千歳千里役）       | 熊渕卓（一氏ユウジ役）       |      |
| 12月   | 置鮎龍太郎（手塚国光役） 楠大典（真田弦一郎役）   | 皆川純子（越前リョーマ役）   |      |

2020年
| 放送月 | マンスリーパーソナリティ                            | FLB                      | 備考 |
| ------ | --------------------------------------------------- | ------------------------ | ---- |
| 1月    | 増田裕生（仁王雅治役） 高橋直純（丸井ブン太役）     | 杉本ゆう（遠山金太郎役） |      |
| 2月    | 川本成（河村隆役） 佐々木望（亜久津仁役）           | 鳥海浩輔（千石清純役）   |      |
| 3月    | 高橋広樹（菊丸英二役） 中村太亮（甲斐裕次郎役）     | 近藤孝行（大石秀一郎役） |      |
| 4月    | 鈴木千尋（神尾アキラ役） 杉本ゆう（遠山金太郎役）   | 豊永利行（葵剣太郎役）   |      |
| 5月    | 新垣樽助（木手永四郎役） 末吉司弥（知念寛役）       | 鶴岡聡（木更津淳役）     |      |
| 6月    | 永井幸子（幸村精市役） 竹本英史（柳蓮二役）         | 片山裕介（遠野篤京役）   |      |
| 7月    | 置鮎龍太郎（手塚国光役） 小野坂昌也（桃城武役）     | 大須賀 純（千歳千里役）  |      |
| 8月    | 甲斐田ゆき（不二周助役） 木内秀信（忍足侑士役）     | 川上貴史（越知月光役）   |      |
| 9月    | 岩崎征実（早乙女晴美役） 加古臨王（新垣浩一役）     | 保志総一朗（向日岳人役） |      |
| 10月   | 郷田ほづみ（井上守役） 並木のり子（芝砂織役）       | 置鮎龍太郎（手塚国光役） |      |
| 11月   | 高塚正也（石田銀役） 前田剛（石田鉄役）             | 蓮岳大（樹希彦役）       |      |
| 12月   | 皆川純子（越前リョーマ役） 水野理紗（越前菜々子役） | 喜安浩平（海堂薫役）     |      |

2021年
| 放送月 | マンスリーパーソナリティ                            | FLB                      | 備考                                                                        |
| ------ | --------------------------------------------------- | ------------------------ | --------------------------------------------------------------------------- |
| 1月    | 保志総一朗（向日岳人役） 高橋直純（丸井ブン太役）   | 轟レイ                   | アニメ「新テニスの王子様『氷帝vs立海 Game of Future』」プロモーション期間。 |
| 2月    | 鶴岡聡（樺地崇弘役） 楠大典（真田弦一郎役）         | 轟レイ                   | アニメ「新テニスの王子様『氷帝vs立海 Game of Future』」プロモーション期間。 |
| 3月    | 楠田敏之（宍戸亮役） 津田英佑（柳生比呂士役）       | 轟レイ                   | アニメ「新テニスの王子様『氷帝vs立海 Game of Future』」プロモーション期間。 |
| 4月    | 岩崎征実（日吉若役） 永井幸子（幸村精市役）         | 轟レイ                   | アニメ「新テニスの王子様『氷帝vs立海 Game of Future』」プロモーション期間。 |
| 5月    | 森山栄治（伊武深司役） 中村太亮（甲斐裕次郎役）     | 高瀬朝季（浦山しい太役） |                                                                             |
| 6月    | 新垣樽助（木手永四郎役） 内藤玲（金色小春役）       | 榎木淳弥（玉川よしお役） |                                                                             |
| 7月    | 近藤孝行（大石秀一郎役） 甲斐田ゆき（不二周助役）   | 荒木宏文（財前光役）     |                                                                             |
| 8月    | 杉本ゆう（遠山金太郎役） 遠藤大智（鬼十次郎役）     | 中村太亮（甲斐裕次郎役） |                                                                             |
| 9月    | 皆川純子（越前リョーマ役） 高橋美佳子（竜崎桜乃役） | 松山鷹志（越前南次郎役） |                                                                             |
| 10月   | 高橋広樹（菊丸英二役） 小野坂昌也（桃城武役）       | 木内秀信（忍足侑士役）   |                                                                             |
| 11月   | 竹本英史（柳蓮二役） 増田裕生（仁王雅治役）         | 冨田真（不二裕太役）     |                                                                             |
| 12月   | 置鮎龍太郎（手塚国光役） 大須賀純（千歳千里役）     | 井上優（不知火知弥役）   |                                                                             |

2022年
| 放送月 | マンスリーパーソナリティ                        | FLB                          | 備考                                                                                                |
| ------ | ----------------------------------------------- | ---------------------------- | --------------------------------------------------------------------------------------------------- |
| 1月    | 中村太亮（甲斐裕次郎役） 白井裕紀               | 秋吉徹（鷲尾一茶役）         | |
| 2月    | 緒乃冬華（小坂田朋香役） 木村亜希子（橘杏役）   | 休止                         | エクササイズコーナー放送。                                                                          |
| 3月    | 永井幸子（幸村精市役） 高橋直純（丸井ブン太役） | 熊渕卓（一氏ユウジ役）       | |
| 4月    | 川原慶久（橘桔平役） 鈴木千尋（神尾アキラ役）   | 小林由美子（壇太一役）       | |
| 5月    | 大須賀純（千歳千里役） 内藤玲（金色小春役）     | 鳥海浩輔（千石清純役）       | 5月29日放送回で通算放送1000回を達成。                                                               |
| 6月    | 楠田敏之（宍戸亮役） 新垣樽助（木手永四郎役）   | 津田英佑（柳生比呂士役）     | |
| 7月    | 川本成（河村隆役） UZA                          | 野島健児（毛利寿三郎役）     | 5週目（7月31日放送回）は「テニプリソングリクエスト祭り」と題し、川本とUZAによる楽曲歌唱が行われた。 |
| 8月    | 置鮎龍太郎（手塚国光役） KIMERU                 | 鶴岡聡（樺地崇弘役）         | |
| 9月    | 甲斐田ゆき（不二周助役） ササキオサム           | 楠大典（真田弦一郎役）       | |
| 10月   | モリノリ久（柳沢慎也役） 藤重政孝               | 相原嵩明（大曲竜次役）       | 野球中継延長により、10月23日放送回は休止。                                                          |
| 11月   | 冨田真（不二裕太役） 蓮岳大（樹希彦役）         | 森山栄治（伊武深司役）       | |
| 12月   | 三橋加奈子（田中浩平役） 内藤玲（太田翔役）     | 岸尾だいすけ（福士ミチル役） | |

2023年
| 放送月 | マンスリーパーソナリティ | FLB                                            | 備考 |
| ------ | --- | ---------------------------------------------- | --- |
| 1月    | 前田一世（エドガー・ドラクロワ役） 金子誠（ティモテ・モロー役）                                                                                  | 檜山修之（デューク渡邊役）                     | |
| 2月    | 甲斐田ゆき（不二周助役） 斎賀みつき（Q・P役） | 永井幸子（幸村精市役）                         | |
| 3月    | 永井幸子（幸村精市役） 高瀬朝季（浦山しい太役）                                                                                                  | 利根健太朗（ユルゲン･バリーサヴィチ･ボルク役） | |
| 4月    | 近藤孝行（大石秀一郎役） 遠藤大智（鬼十次郎役）                                                                                                  | 上山竜治（種ヶ島修二役）                       | 4月2日放送回で放送20周年を迎える。 5週目（4月30日放送回）はキャラソンリクエスト企画「大石ソングフェスティバル」を実施。 |
| 5月    | 津田英佑（柳生比呂士役） 週替わりゲスト ・5/7 Bleecker Chrome：KENYA、XIN ・5/14 IKUO、KIMERU ・5/21 白井裕紀、藤重政孝 ・5/28 UZA、ササキオサム | 津田英佑（柳生比呂士役）                       | 6月3日、4日開催の「テニフェス2023」に向け、出演アーティスト陣が週替わりで登場。                                         |
| 6月    | 楠田敏之（宍戸亮役） 並木のり子（芝砂織役） | 竹本英史（柳蓮二役）                           | |
| 7月    | 川本成（河村隆＆アラン・ホプキンス役） 細貝圭（君島育斗役）                                                                                      | 川原慶久（橘桔平役）                           | |
| 8月    | 小野坂昌也（桃城武＆ロッキー・メレディス役） 緑川光（L・カミュ・ド・シャルパンティエ役）                                                         | 笑福亭茶光（遠野篤京役）                       | |
| 9月    | 岩崎征実（日吉若役） 鶴岡聡（樺地崇弘役） | 鳥海浩輔（千石清純役）                         | |
| 10月   | 高塚正也（石田銀役） 野島健児（毛利寿三郎役） | 木内秀信（忍足侑士役）                         | パーソナリティの高塚、野島は所属事務所の同期コンビである。                                                              |
| 11月   | 高橋広樹（菊丸英二＆ラルフ・ラインハート役） 新垣樽助（木手永四郎役）                                                                            | 菅野勇城（伊達男児役）                         | |
| 12月   | 増田裕生（仁王雅治役） 高橋直純（丸井ブン太役）                                                                                                  | 皆川純子（越前リョーマ役）                     | 5週目は2024年1月1日0時30分からの放送となった。                                                                          |

2024年
| 放送月 | マンスリーパーソナリティ                                                           | FLB                                       | 備考 |
| ------ | ---------------------------------------------------------------------------------- | ----------------------------------------- | --- |
| 1月    | 置鮎龍太郎（手塚国光役） 近藤孝行（大石秀一郎＆キコ・バレンティン役）              | 大須賀純（千歳千里役）                    | |
| 2月    | 甲斐田ゆき（不二周助役） 楠田敏之（宍戸亮役）                                      | 浪川大輔（鳳長太郎役）                    | |
| 3月    | 宮崎遊（ミルキー・ミルマン役） 奥山敬人（ノア・Ｊ・ドルギアス役）                  | 北田理道（ジャン・フィッツジェラルド役）  | |
| 4月    | 荒木健太郎（鈴木惷役） 秋吉徹（鷲尾一茶役）                                        | 松田健一郎（柘植竜二役）                  | |
| 5月    | 前田剛（松平親彦役） 下妻由幸（松平親雄役）                                        | 宮本充（齋藤至役）                        | |
| 6月    | 楠大典（真田弦一郎役） 檜山修之（デューク渡邊役）                                  | 宮内敦士（三船入道役）                    | |
| 7月    | 増田裕生（仁王雅治役） 森山栄治（伊武深司役）                                      | 岩崎征実（早乙女晴美役）                  | |
| 8月    | 平井善之（平善之役） 柳原哲也（原哲也役）                                          | 曽世海司（黒部由起夫役）                  | |
| 9月    | 高橋直純（丸井ブン太役） 新垣樽助（木手永四郎役）                                  | 小杉十郎太（榊太郎役）                    | |
| 10月   | 遠藤大智（鬼十次郎役） 斎賀みつき（Q・P役）                                        | 綿貫竜之介（A・フランケンシュタイナー役） | パーソナリティの斎賀、遠藤は所属事務所の先輩後輩同士である。 |
| 11月   | 利根健太朗（ユルゲン・バリーサヴィチ・ボルク役） 井藤智哉（ベルティ・B・ボルク役） | 高橋美佳子（竜崎桜乃役）                  | パーソナリティの利根、井藤、FLB担当の高橋は3人とも同事務所所属である。 4週目（11月24日放送回）に番組恒例企画「ピノ選手権」初となる「ダブルス部門」が開催された。 同週のピンポイントスマッシュで時間都合のため答えきれなかった回答を井藤本人がSNSに掲載している。 |
| 12月   | 永井幸子（幸村精市役） 末吉司弥（知念寛役）                                        | 興津和幸（アレキサンダー・アマデウス役）  | 5週目（12月29日放送回）は「ラジプリ忘年会2024」と題して番組初となる飲酒しながらの企画進行を行った。 |

2025年
| 放送月 | マンスリーパーソナリティ                              | FLB                                      | 備考 |
| ------ | ----------------------------------------------------- | ---------------------------------------- | ---- |
| 1月    | 鳥海浩輔（千石清純役） 野島健児（毛利寿三郎役）       | 石橋陽彩（アンリ・ノーベル3世役）        |      |
| 2月    | 楠大典（真田弦一郎役） 高瀬朝季（真田弦一郎幼少期役） | 落合福嗣（ダンクマール・シュナイダー役） |      |